# Лігурійські Альпи
Лігурі́йські А́льпи — гори, частина Альп в межах італійського регіону Лігурія, що обрамляє Лігурійське море. Часто розглядаються як частина Приморських Альп.
Лігурійські Альпи є крайнім південно-західним краєм Альп. Вони відокремлюються від Приморських Альп (на заході) перевалом Танд (Тенда), від Апеннін (на сході) — перевалом Кадібона. По Лігурійських Альпах проходить межа між регіонами Лігурія і П'ємонт.
На півдні гори круто уриваються до моря. Узбережжя в цьому районі утворює Італійську Рів'єру.
Висота гір головним чином 1300—1700 м, до кордону з Францією — до 2500 м.
Основні вершини:
- Маргуарейс (2650 м)
- Монджойє (2630 м)